# Laplandita-(Ce)
La laplandita-(Ce) és un mineral de la classe dels silicats.

## Característiques
La laplandita-(Ce) és un silicat de fórmula química Na₄CeTiPO₄Si₇O18·5H₂O. La seva duresa a l'escala de Mohs es troba entre 2 i 3.
Segons la classificació de Nickel-Strunz, la laplandita-(Ce) pertany a «09.DJ - Inosilicats amb 4 cadenes dobles i triples periòdiques» juntament amb els següents minerals: narsarsukita, caysichita-(Y), seidita-(Ce), carlosturanita i jonesita.

## Formació i jaciments
Va ser descoberta a la pegmatita Yubileinaya, situada al mont Karnasurt, dins el districte de Lovozero (óblast de Múrmansk, Rússia). També ha estat descrita al dipòsit de niobi i tàntal de Zhaojinggou, al comtat de Wuchuan (Mongòlia Interior, República Popular de la Xina). Aquests dos indrets són els únics de tot el planeta on ha estat descrita aquesta espècie mineral.